# Parafia Wniebowzięcia Najświętszej Maryi Panny w Wołogdzie
Parafia Wniebowzięcia Najświętszej Maryi Panny w Wołogdzie – rzymskokatolicka parafia znajdująca się w archidiecezji Matki Bożej w Moskwie, w Dekanacie Centralnym. Opieką duszpasterską parafii zajmują się misjonarze werbiści.

## Rys historyczny parafii
W 1861 roku rosyjskie Ministerstwo Spraw Wewnętrznych wyraziło zgodę na utworzenie rzymskokatolickiej parafii w Wołogdzie. Wówczas to oficjalnie została erygowana nowa parafia. 8 czerwca 1962 roku poświęcona została kaplica, której nadano wezwanie Wniebowzięcia Najświętszej Maryi Panny. 26 stycznia 1930 roku, na wniosek Rady Miejskiej, władze wydały zarządzenie o likwidacji kościoła parafialnego i nakazały zamknąć świątynię. Na początku lat 90. XX wieku, lokalna wspólnota katolików podjęła działania mające na celu ożywienie wspólnoty katolików w Wołogdzie. 25 lipca 1993 roku, ówczesny arcybiskup moskiewski, Tadeusz Kondrusiewicz powołał na nowo do życia parafię w Wołogdzie jednocześnie mianując pierwszego od kilkudziesięciu lat proboszcza parafii. Pierwsza msza św. dla odnowionej parafii odprawiona została w listopadzie 1993 roku. 